# Koninklijke Collectie (Spanje)

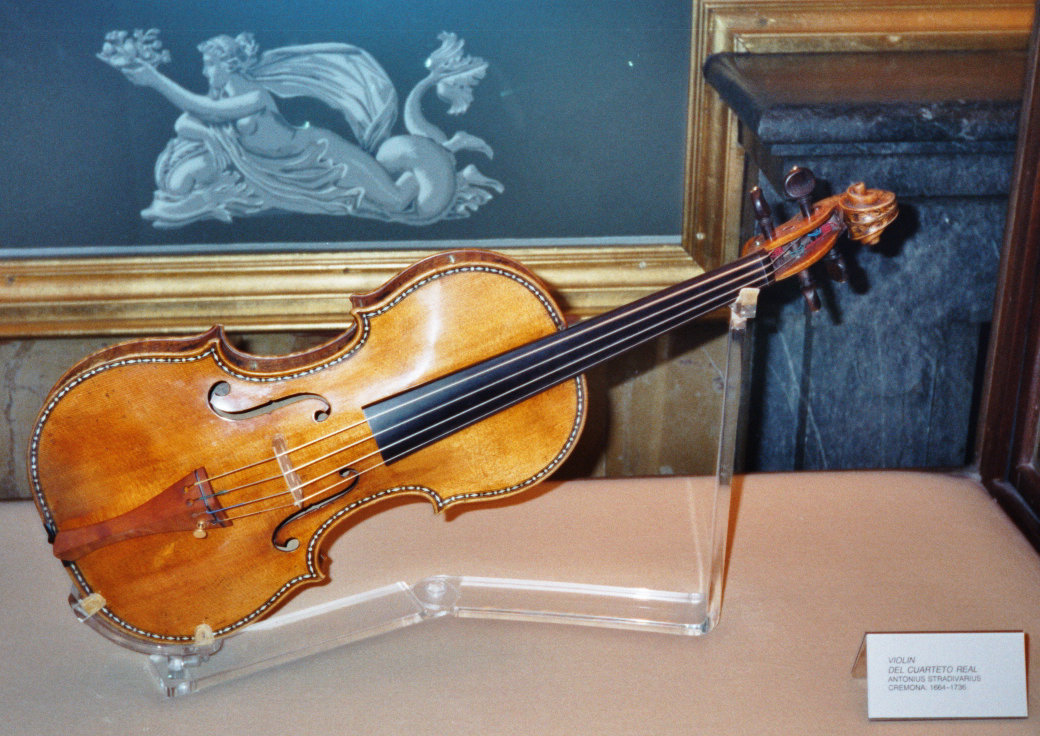
Een Stradivarius uit de Koninklijke Collectie

De Spaanse Koninklijke Collectie is een eeuwenoude kunstverzameling die beheerd wordt door het Patrimonio Nacional. Het grootste deel van de stukken worden bewaard in de verschillende koninklijke kloosters en paleizen. Ze is vermaard voor de grootste hoeveelheid wandtapijten ter wereld. Het belangrijkste gedeelte van schilderijen is nu te bezichtigen in het Prado.

## Bestuur
Het onderhoud valt rechtstreeks onder verantwoordelijkheid van het nationaal Patrimonum, dat zijn inkomsten haalt uit het toerisme. Het merendeel van de paleizen, kloosters en kastelen zijn te bezoeken. sommige delen zijn uiteraard gesloten, zoals de zalen die door de kloostergemeenschappen worden gebruikt, of als de gebouwen gebruikt worden door de Spaanse kroon voor ceremonies.
De huidige voorzitter is Alvaro Fernández-Villaverde, hertog van San-Carlos die namens de koning de collectie beheert. Regelmatig worden stukken uitgeleend voor tentoonstellingen buiten de kroondomeinen.

## Wandtapijten
Deze collectie bestaat uit stukken gaande van de 15de eeuw tot vandaag. Momenteel zijn er 3 190 oude wandtapijten, allen bewaard in de verschillende paleizen. Deze collectie is heeft wortels die teruggaan naar de tijd van keizer Karel V. Alle tapijten werden zorgvuldig bewaard, ze waren een van de meest kostbare delen uit de verzameling. De meeste behoren tot een onderlinge reeks, zoals de beroemde "Panos de Oro" (ca. 1502) uit de verzameling van Johanna de Waanzinnige. Momenteel bestaat de reeks uit 6 tapijten, geweven in wol en gouddraad. Deze kostbare reeks is een van de honderden die de verzameling telt. Andere bekende verzamelaars waren Isabella de Katholieke, deze liet in 1505 360 oude tapijten veilen om haar schulden te betalen. Uit deze tijd stamt het Brusselse tapijt "de Mis van St-Gregorius", eind 15de eeuw. Het werd vermeld in de nalatenschap van Johanna de Waanzinnige, en is nog steeds koninklijk bezit.
Nadien zouden andere figuren zoals Marghareta van Oostenrijk deze collectie Vlaamse tapijten aanvullen, de erfenis ging naar haar neef Karel. Karel gaf verschillende tapijten als huwelijksgeschenk aan Isabella van Portugal, diens zoon Filips II erfde de hele collectie en bracht ze in het Escorial onder. Ze kregen de status van Kroonbezit, en dus onverkoopbaar. Filips legde zijn nageslacht strikte regels op over de koninklijke verzameling. Gedurende eeuwen worden de wandtapijten gebruikt om de verschillende paleizen te verfraaien. Nog steeds is dit het geval.
Sinds eeuwen wordt ook het onderhoud ervan zelf uitgevoerd door de Koninklijke Dienst van de Wandtapijten (sinds 1560); uitkloppen, afstoffen en herstellen gebeurt in eigen huis. Voor deze klus werden speciaal Vlaamse tapijtwevers naar Spanje gebracht, die aan het keizerlijke hof groot aanzien genoten. De meester ontving een loon van 18 zilveren realen per dag uit de schatkist, hetgeen bewijst hoeveel er aan deze collectie gehecht werd. Deze dienst versierde kerken en kloosters voor koninklijke parades en huwelijken met honderden kostbare tapijten zowel binnen als buiten. Tijdens het huwelijk van de prins van Asturië werden, zoals de traditie het wenst, honderden tapijten gehangen in de gangen van het Koninklijk paleis en aan de paleisgevels.
- Koninklijke tapijtmanufactuur van Santa Bárbara, Madrid
- Vlaamse Wandtapijten
- Franse gobelins
- Italiaanse wandtapijten

### Wandtapijten
- Catálogo de tapices del Patrimonio Nacional: vol. I. Siglo XVI
- Catálogo de tapices del Patrimonio Nacional: vol. II. Siglo XVII
- Catálogo de tapices del Patrimonio Nacional: vol. III. Siglo XVIII
- Hilos de esplendor: tapices del barroco
- A la manera de Flandes: tapices ricos de la corona española; 2001
- Concha Herrero Carretero : Tapices De Isabel La Catolica : Origen De La Coleccion Real Española
- Koninklijke pracht in Goud en zijde: Vlaamse Wandtapijten van de Spaanse kroon. Amsterdam, 1993
- De Gouden Eeuw van Brussel: Wandtapijten van de Spaanse kroon; met een voorwoord van de hertog van San Carlos, en ridder de Donnea de Hamoir, Brussel: 2000
- Koninklijke pracht in goud en zijde : Vlaamse wandtapijten van de Spaanse kroon

## Galerij
Vanaf 2023 zal een selectie van de topstukken permanent tentoongesteld worden in Madrid, hiervoor werd gekozen om speciaal museum te bouwen: de Galerij van de Koninklijke Verzamelingen.